# Agathée
Agathée (Agatheus) cumule vers 690/700 les comtés et les évêchés de Nantes et Rennes, et aussi l'évêché de Coutances.

## Contexte
Après la victoire de Pépin II la situation des évêchés se détériore en Neustrie. Les listes épiscopales sont interrompues, des aristocrates s'emparent des sièges. Sans être clercs, les comtes de Nantes Agathée et son successeur Amitho/Amelo contrôlent Rennes et Nantes.
« Après la mort de saint Didier, Agathée comte de Rennes s'empare des revenus de l'Église et ne permet pas que l'on donne un successeur légitime à l'évêque défunt. On croit que cet intrus mourut vers 703. »